# Aage Utzon
Aage Oberg Utzon (* 16. November 1885 in Hellebæk; † 1970) war ein dänischer Schiffbauingenieur und Vater von Leif Utzon, Jørn Utzon und Erik Utzon.

## Leben
Aage Utzon war der Sohn des Fabrikanten Hans Jørgen Utzon und Anette Marie Christine Oberg.
Als Jugendlicher lebte er in Hellebæk und segelte von Anfang an. Schon in jungen Jahren fertigte er Schiffsmodelle an. Später wurde er Schiffbaulehrling in Helsingør. Sein Interesse an Booten war nicht auf äußere Einflüsse zurückzuführen, sondern auf sein Interesse an der Natur, eine von ihm sehr früh ausgeprägte Eigenschaft.
Aage Utzon wurde als Schiffbauingenieur am „Armstrong College For Naval Architects“ in Newcastle upon Tyne in Großbritannien ausgebildet und arbeitete einige Jahre bei der B&W-Werft, bevor ihm die Stelle als Werksingenieur bei der Aalborg-Werft angeboten wurde. Er kam so 1918 zurück nach Dänemark und wurde als Betriebsingenieur bei A/S. P. Ph. Stuhrs Skibsværft angestellt. Er begann seine Karriere in Aalborg mit dem Entwurf neuer Gebäude für die Produktion selbst, später arbeitete er jahrelang als Leiter der Reparaturabteilung der Aalborg-Werft und konzentrierte sich auf viele Aspekte und verschiedene Zwecke des Schiffbaus.
Die Familie lebte zunächst in einer kleinen Wohnung in der Vendelbogade. Später zogen sie in eine Maurermeistervilla am Nørre Trandersvej in Vejgård. Die Weltwirtschaft änderte sich in den 20er und 30er Jahren mehrmals, so dass Aage Utzon 1936 seine Position als Direktor bei der Aalborg-Werft niederlegte, um die Stelle als Leiter der Reparaturabteilung der Helsingør-Werft zu übernehmen.
Aage Utzon baute im Jahr 1918 die ersten Boote seiner Freizeit. Die Holzboote waren ganz besondere Schiffe vom Typ Spitzgatter (dänisch spidsgatter) mit einem spitz zulaufenden Heck, auch „Doppelender“ genannt. Es ist ein elegantes Boot, das einen deutlichen Kontrast zu den R-Booten und Kuttern dieser Zeit bildete. Dies galt in Bezug auf Linien, Takelage und Gewicht. Drei oder vier Boote von diesem Typ Spitzgatter wurden in Aalborg gebaut. Dieser Bootstyp war sehr schnell und seetüchtig, so dass er bald in Dänemark bekannt wurde und Aage Utzon zu einem renommierten Bootsdesigner machte. Während seiner langjährigen Tätigkeit als Bootskonstrukteur entwickelte Aage eine eigene Methode, die maßgeblich auf einer kreativen Naturbeobachtung beruhte. Zum Beispiel basierte die besondere Rumpfform des Spitzgatters, d. h. seine breite Spantenform (Rundbogen) zum einen auf der Beobachtung schwimmender Enten.

### Sea Scout Association
Seine Begeisterung für den Jagdsport, Wandern und Bootfahren führte zu seinem Engagement bei den Seepfadfindern (englisch Sea Scout Association) in Aalborg. Seine beiden Söhne schlossen sich natürlich den Sea Scouts an, Jørn im Alter von 8 Jahren. Sie beschwerten sich jedoch, dass die Sea Scouts nur elende Boote hatten. Natürlich nahm Vater Aage diese Herausforderung an und entwarf 1929 die „Aalborg Jolle“ im Geiste der traditionellen dänischen Fischerboote „Sjaegte“, wie sie am Limfjord genannt wurden. Die „Sjaegte“ ist ein einfaches Beiboot, das seit Jahrhunderten für Küstenfischerei, Transport- und Lotseneinsätze in Dänemark verwendet wird. Das waren in Klinkerbauweise gefertigte Spitzgatter, mit einer einfachen Takelage und einem rechteckigen Stagsegel ohne Baum, einfach zu handhaben und sicher zu segeln.
Dieses Boot wurde 1940 zum offiziellen Ausbildungsboot der Seepfadfinder in Dänemark gewählt. Aage Utzon war sein ganzes Leben lang eng mit jungen Menschen verbunden. Er war begeistert, sie in die offene Landschaft zu bringen. Dies trug entscheidend dazu bei, dass er ein Förderer der Seepfadfinder wurde. Auf der Grundlage der Aalborg Jolle entwickelte er ein Schlauchboot für die Aalborg Sea Scouts. Er fand einen Sponsor und stellte die Zeichnungen zur freien Verfügung und schließlich wurden ca. 600–700 Schlauchboote gebaut. Unter anderem brachte er einige Reeder dazu, Boote für die Pfadfinder zu spenden. Auf diese Weise trug er zu einem Jugendprogramm bei, das seinen eigenen Werten und Einstellungen entsprach.

### Spitzgatter
Aage Utzons Bezugspunkt war die dänische Spitzgatter-Tradition und er war sehr daran interessiert, eine spezielle dänische Yacht zu entwickeln. 1932 schrieb er in der dänischen Segelzeitschrift: „Spitzgatter ist der älteste hier zu Hause existierende Bootstyp, er geht auf die Wikinger zurück.“
Es ist verständlich, dass Aage Utzons Blick auf das Spitzgatter gefallen sein könnte: Das Boot war sicher, geräumig und von guter Seetüchtigkeit – was durch seinen langjährigen Einsatz als Lotsen- und Fischerboot bezeugt wird. Seine Philosophie des Schiffsdesigns war klar: Ein Boot muss einfach und funktional sein, ohne überflüssige Verzierungen – aber mit schöner Linienführung und Design und handwerklichem Können in jedem Detail.
Aage Utzon erwarb zusammen mit Georg Berg und M.S.J. Hansen großen Respekt innerhalb seines Berufsstandes für die Entwicklung und Konstruktion des Spitzgatter-Segelboottyps, der so typisch für dänische Yachten wurde. Seine Boote wurden unter anderem von Schiffbauern in Aalborg, Randers und Hobro gebaut. Die erfolgreichsten Sportsegler Dänemarks beauftragten Aage Utzon mit Yacht-Entwürfen, da er den Ruf hatte, die schnellsten Spitzgatter zu entwerfen, und von den talentiertesten Seglern gesteuert, gewannen sie natürlich auch. Er war dafür bekannt, seine Boote bis ins kleinste Detail in seinen Konstruktionszeichnungen zu beschreiben. Eine Besonderheit von ihm war es, Konstruktionszeichnungen in Originalgröße anzufertigen. Er zeichnete alle Details sehr genau, mit Linien in voller Größe. Er tat dies, weil er genauso darauf bedacht war, ein Detail des Hecks wie die Gesamtform des Rumpfes richtig zu machen. Er wollte nicht, dass sich ein Bootsbauer oder sonst jemand in sein Konzept einmischte, das er in exakter Form im Boot widerspiegeln wollte. Beim Entwurf der Schiffe wurden Design- und Funktionsoptimierung zum entscheidenden Faktor für das Erscheinungsbild der Schiffe. Utzon zeichnete gern etwas spielerisch, mit eher unscheinbaren Kennzeichen. Typischerweise sind seine Boote mit rechteckigen Fenstern versehen.
Aage Utzon war ein außerordentlich dynamischer Mensch, der sich vor allem seiner Arbeit widmete. Er war eine zentrale Figur bei der Etablierung der Spitzgatter-Klasse als Rennklasse und dieses Boot beeinflusste eine komplette Ära des dänischen Wassersports. Sie wurden in die nordischen Länder, nach Europa und in die USA exportiert.

## Utzon Center

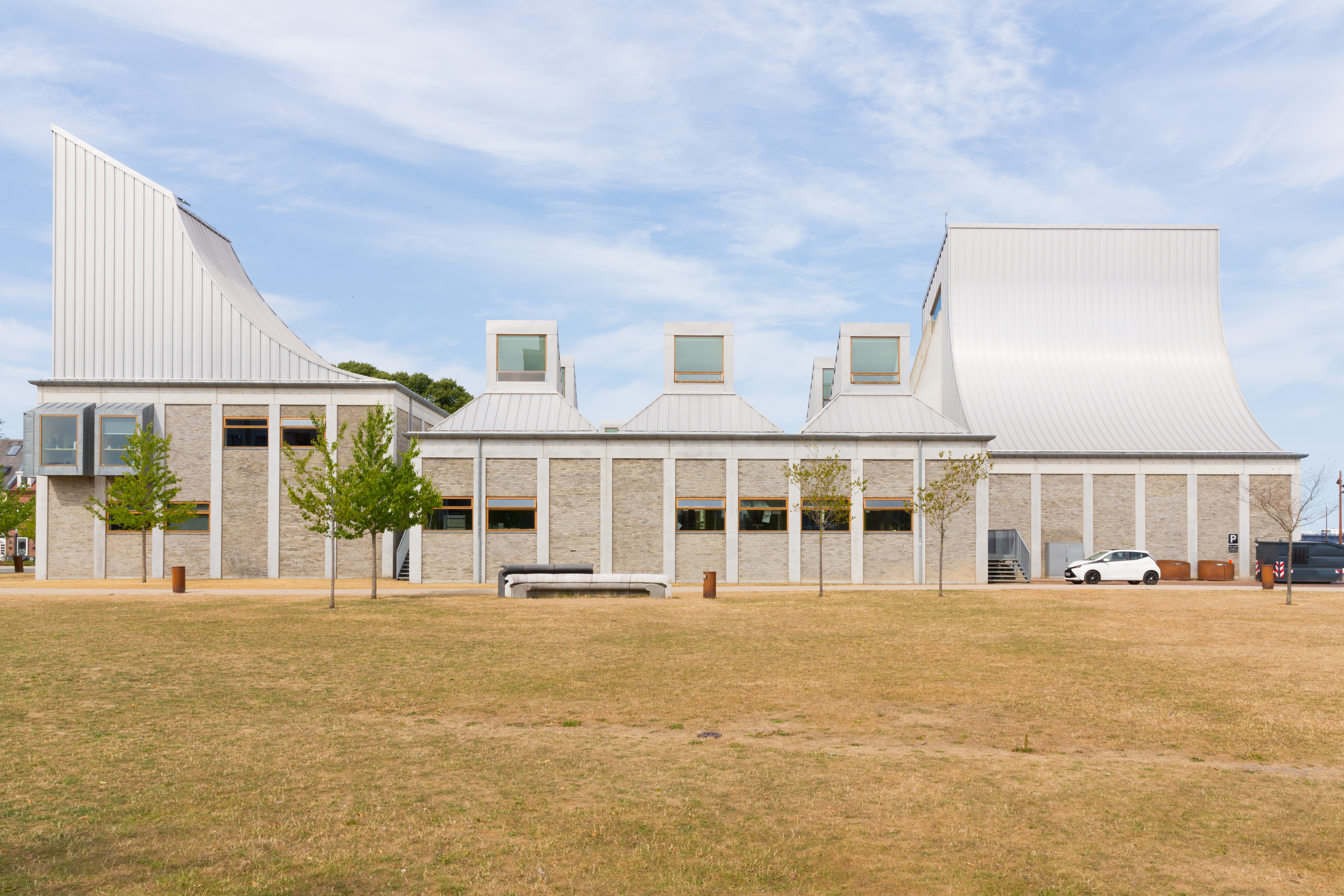
Utzon Center, Ostseite, 2018

Das Utzon Center in Aalborg, entworfen von dem Architekten Jørn Utzon, ist kein Museum, das Utzon verewigt, sondern ein Wissenszentrum, das ein Verständnis von Architektur im Allgemeinen und Qualität im weitesten Sinne vermitteln soll. Es präsentiert auch den Yachtkonstrukteur Aage Utzon, den Vater des Architekten, und umfasst Schiffe, die von ihm entworfen wurden. Ein Spitzgatter ist mit Segeln im Inneren des 18 m hohen Gebäudes mit geschwungenem Dach zu sehen. Das Boot ist ein Bild einer engen spirituellen Vater-Sohn-Beziehung und ein wichtiger Beitrag zum Verständnis der maritimen Wurzeln von Jørn Utzon. Es enthält auch ein Archiv von Utzons Originalzeichnungen.

## Privat
Aage Utzon heiratete 1915 seine Frau Estrid Marin Valeska Halina Olsen (* 8. Dezember 1894 im Kaukasus; † 6. Oktober 1951).
Mit seinem maritimen Engagement hatte Aage Utzon die Bedeutung des Segelns als gesunden und herausfordernden Spielplatz für junge und erwachsene Menschen entdeckt. Er war sehr aktiv im Aalborg Yacht Club, für den er ein neues Clubhaus sponserte, das aus einem verschrotteten Dampfersteuerhaus entstand.
Als Witwer zog Aage Utzon aus dem Søndre Strandvej 40 in Helsingør aus und wohnte zur Miete im alten Wachhaus von 1735, Bøssemagergade 72, in Hellebæk in der Hälfte des Grundstücks gegenüber von Bondedammen, wo er ein Ruderboot besaß.